# Willmsfeld
Willmsfeld ist ein kleiner Ort im ostfriesischen Landkreis Wittmund in Niedersachsen. Er gehört zur Gemeinde Westerholt in der Samtgemeinde Holtriem und liegt an der Kreuzung der Landesstraße 7 mit der Kreisstraße 53.

## Kultur und Sport
Der Klootschießer- und Boßelerverein KBV „Good Holt“ Willmsfeld von 1918 e.V. ist in Willmsfeld ansässig.